# Rest in Sleaze
Rest in Sleaze – debiutancki album studyjny szwedzkiego zespołu glam metalowego Crashdïet wydany 24 sierpnia 2005 roku.

## Lista utworów
1. „Knokk 'Em Down” – 3:36
2. „Riot in Everyone” – 3:57
3. „Queen Obscene / 69 Shots” – 3:45
4. „Breakin' the Chainz” – 3:02
5. „Needle in Your Eye” – 3:48
6. „Tikket” – 3:33
7. „Out of Line” – 3:43
8. „It's a Miracle” – 3:30
9. „Straight Outta Hell” – 2:59
10. „Back on Trakk” – 3:39

## Twórcy
| - Dave Lepard – śpiew, gitara - Martin Sweet – gitara - Peter London – gitara basowa - Eric Young – perkusja, wokal wspierający |  | - Chris Laney – produkcja, miks - Anders Ringman – produkcja, miks - Andreas Bauman – realizacja nagrań - Björn Engelmann – mastering |